# فيصل الحمر
فيصل يعقوب الحمر طبيب وسياسي بحريني.

## السيرة الذاتية
تولى منصب وزير الصحة من 2007 إلى 2011. أشرف على حملة مكافحة البلاد لوباء انفلونزا الخنازير في عام 2009. أقيل من منصبه على يد الملك حمد بن عيسى آل خليفة ردا على احتجاجات 2011.

## الحياة الشخصية
فيصل شقيق نبيل وزير الإعلام السابق والمستشار الإعلامي للملك حمد وباسم وزير الإسكان الحالي.